# 탈리아 발삼
탈리아 볼섬(Talia Balsam, 1959년 3월 5일 ~ )은 미국의 배우이다.

## 출연 작품

### 영화
- 1984 나디아 / Nadia
- 1986 환기통 / Crawlspace (로리 밴크로프트)
- 1987 인 더 무드 / In The Mood (주디 쿠시마노)
- 1989 명화 만들기 / Trust Me
- 2006 올 더 킹즈 맨 / All the King's Men (루키)
- 2007 참을 수 없는 사랑 / The Cake Eaters
- 2015 돈 워리 베이비 / Don't Worry Baby
- 2016 리틀 맨 / Little Men
- 2020 워스 / What Is Life Worth (데데 파인버그)
- 2021 더 매니 세인츠 오브 뉴어크 / The Many Saints of Newark

### 텔레비전
- 2016-19 디보스 / Divorce